# Ruta CH-71
La Ruta CH-71 es un ramal de la Autopista Los Libertadores que abarca la Región Metropolitana de Santiago en el Valle Central de Chile. El ramal se inicia en Casas de Chacabuco y finaliza en El Manzano.

## Ramal Autopista Los Libertadores

### Sectores del Ramal
- El Manzano·Chacabuco 17 km de calzada simple.

### Enlaces
- kilómetro 0 El Manzano·Autopista del Aconcagua.
- kilómetro 17 Chacabuco·Autopista Los Libertadores.

- Datos: Q6113944